# Drabina feudalna
Drabina feudalna – odnosi się do okresu średniowiecza i oznacza hierarchię feudalną.
Na szczycie drabiny stał suzeren mający swoich wasali, którzy gdy mieli wasala, stawali się seniorami. Wszyscy wasale jednego seniora byli uważani za równych wobec siebie, nazywano ich parami. Istniała w większości krajów europejskich zasada, że wasal mojego wasala nie jest moim wasalem. Natomiast np. w Anglii przyjęto zasadę wasal mojego wasala jest moim wasalem. Na najniższym szczeblu hierarchii posiadaczy ziemskich był wasal, zwany rycerzem na prawie lennym. Rycerz także mógł być seniorem, ponieważ mógł oddać swoją ziemię chłopu, który stawał się wasalem.
Drabina feudalna przedstawia zależności między różnymi stanami. Pokazuje, kto był najważniejszy, a kto mniej ważny. Najniższym stanem tej drabiny byli chłopi. Zajmowali się oni rolnictwem i hodowlą zwierząt, musieli utrzymywać drobnych rycerzy, którzy znajdowali się na wyższym szczeblu. Ci podlegali możnowładcom, biskupom, którzy zaś musieli być posłuszni królowi. Król znajdował się na samej górze tej drabiny.